# San Leone Magno

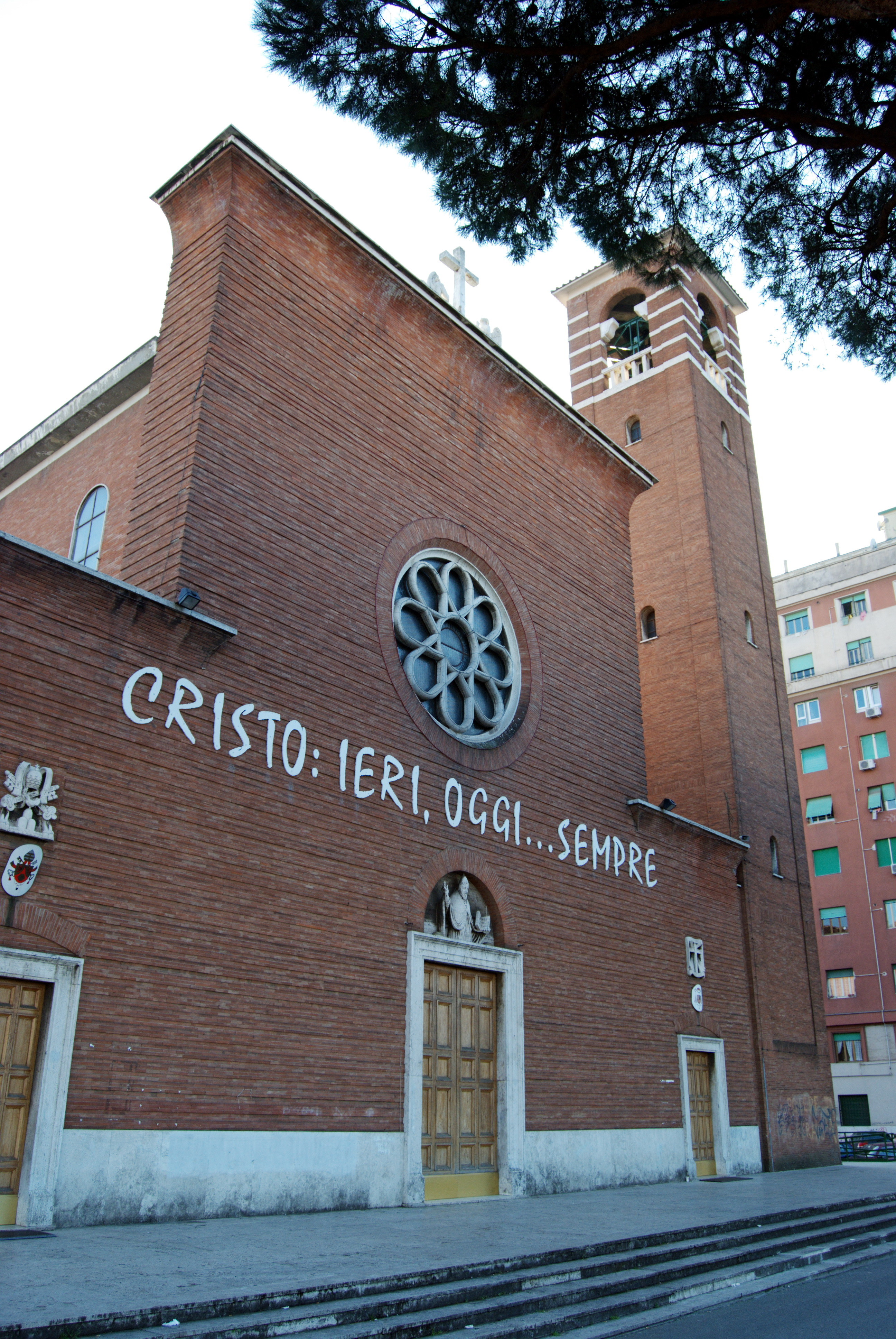
Fassade der Pfarr- und Titelkirche San Leone I. (2007)

San Leone Magno ist eine Pfarr- und Titelkirche in Rom, die einem Kardinalpriester zugewiesen und Papst Leo dem Großen geweiht ist.
Das Gebäude im Stadtteil Prenestino-Labicano (Q. VII) wurde 1952 fertiggestellt. Am 1. Oktober 1952 wurde sie zur eigenen Pfarrei und am 5. Februar 1965 wurde sie von Papst Paul VI. mit der Apostolischen Konstitution Romanorum Pontificum morem zur Titelkirche erhoben. Am 17. Dezember 1989 wurde sie von Papst Johannes Paul II. besucht.
Sie war Titelkirche von Lorenz Kardinal Jaeger und von Karl Kardinal Lehmann.

## Einzelnachweis
1. ↑  Church of S. Leone I, Roma. Abgerufen am 11. März 2018.